# Сен-Жюр
Сен-Жюр (фр. Saint-Jurs, окс. Sant Jurs) — коммуна во Франции, находится в регионе Прованс — Альпы — Лазурный Берег. Департамент коммуны — Альпы Верхнего Прованса. Входит в состав кантона Мустье-Сент-Мари. Округ коммуны — Динь-ле-Бен.
Код INSEE коммуны — 04184.

## Население
Население коммуны на 2008 год составляло 156 человек.
| 1962 | 1968 | 1975 | 1982 | 1990 | 1999 | 2008 |
| ---- | ---- | ---- | ---- | ---- | ---- | ---- |
| 102  | 85   | 86   | 115  | 121  | 151  | 156  |

## Экономика
В 2007 году среди 105 человек в трудоспособном возрасте (15—64 лет) 74 были экономически активными, 31 — неактивными (показатель активности — 70,5 %, в 1999 году было 71,8 %). Из 74 активных работали 68 человек (36 мужчин и 32 женщины), безработных было 6 (3 мужчин и 3 женщины). Среди 31 неактивных 1 человек был учеником или студентом, 16 — пенсионерами, 14 были неактивными по другим причинам.

## Достопримечательности
- Замок Алле (XVI—XVII века)
- Приходская церковь Сен-Жорж, исторический памятник
- Часовня Сен-Жорж

## Фотогалерея

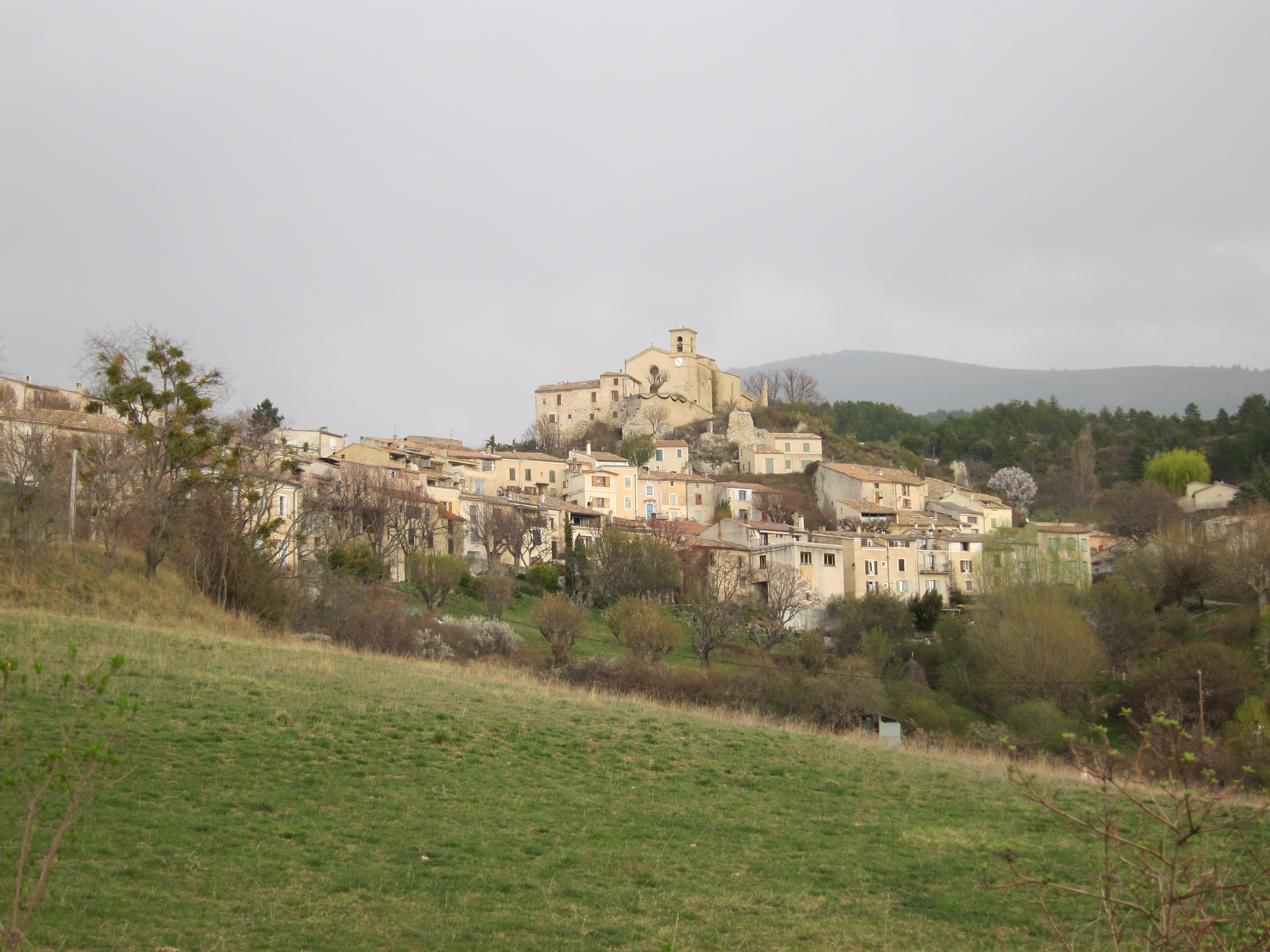
Сен-Жюр
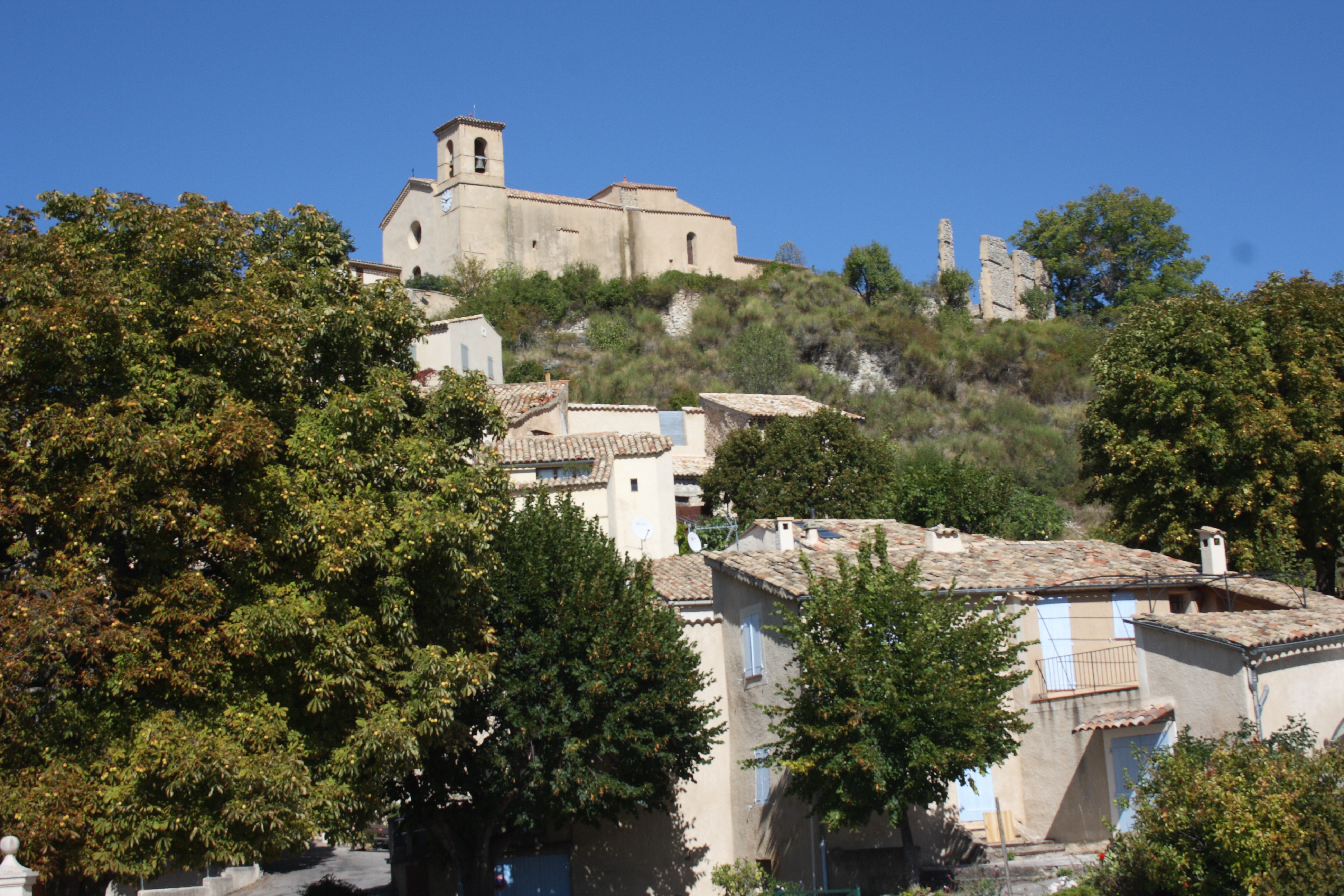
Сен-Жюр
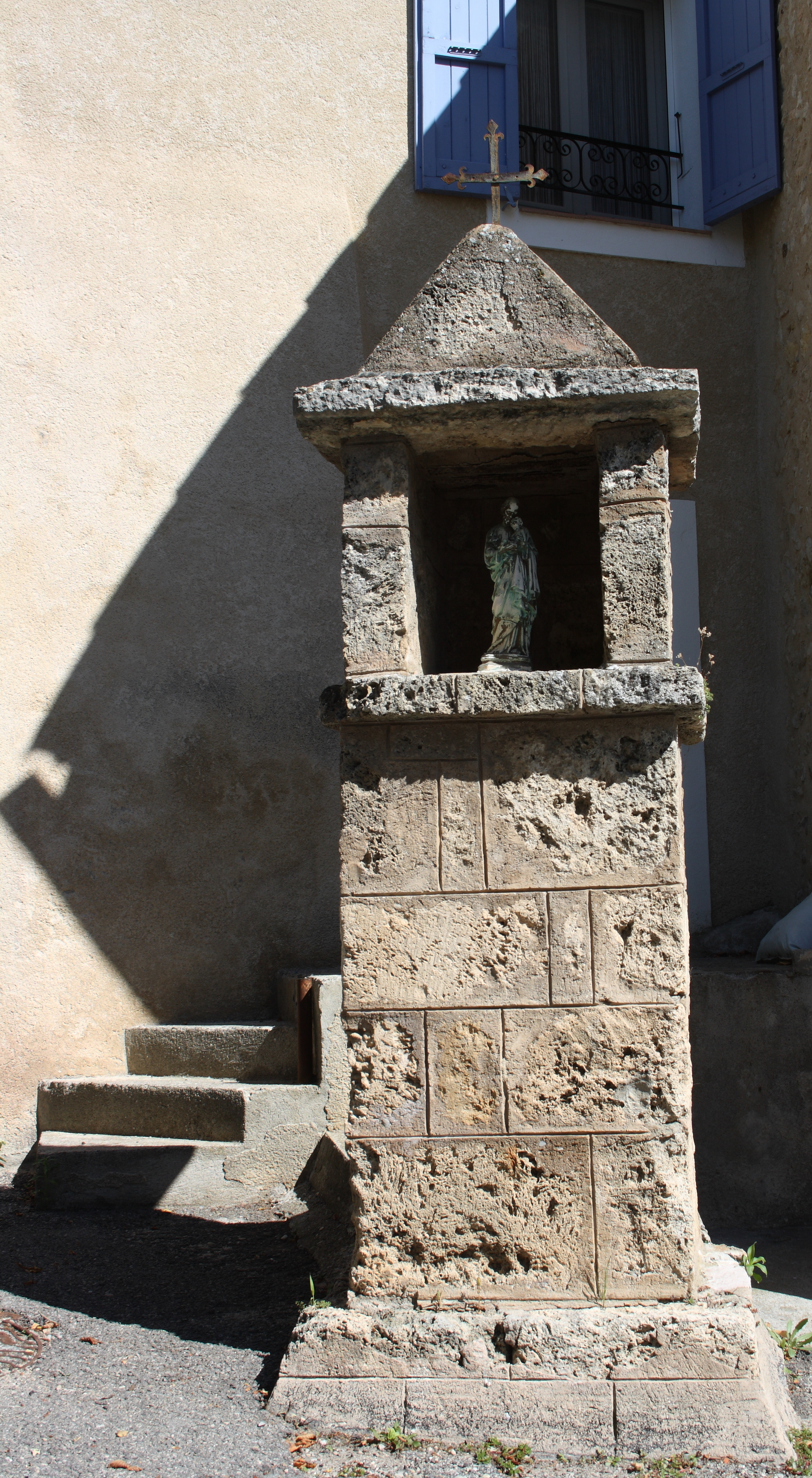
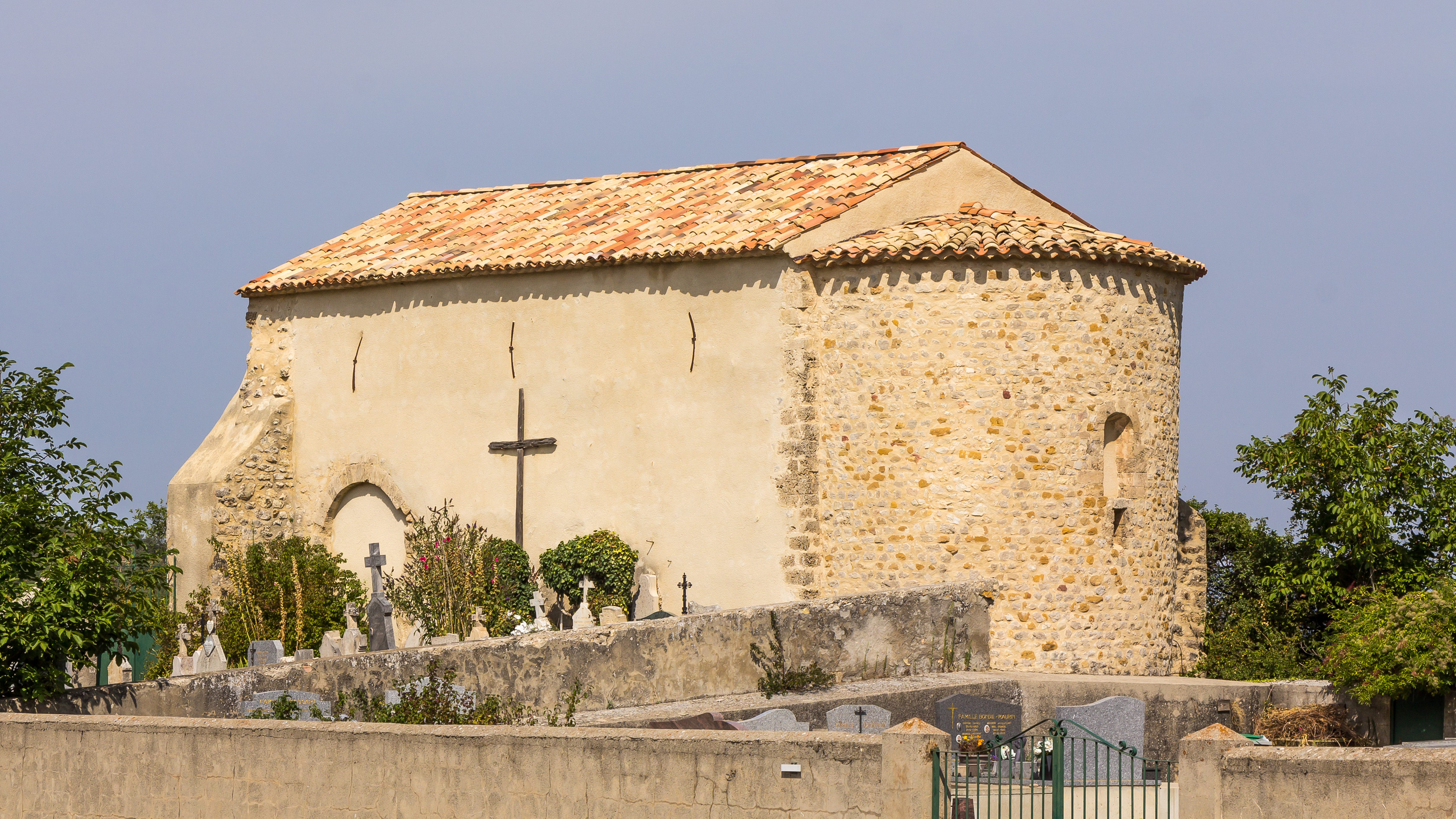
Часовня Сен-Жорж